# Georg Wippern
Georg Wippern, född 26 maj 1909 i Hildesheim, död 26 april 1993 i Bonn, var en tysk SS-Sturmbannführer. Han var under andra världskriget administrativ chef för Operation Reinhard, kodnamnet för förintelsen av Generalguvernementets judar. Han var ansvarig för att de mördades kläder, pengar, värdesaker och tandguld togs om hand och skickades till SS-Wirtschafts- und Verwaltungshauptamt, SS:s ekonomi- och förvaltningsstyrelse, i Berlin och därefter till Reichsbank.